# David Burke (calciatore)
David Ian Burke (Liverpool, 6 agosto 1960) è un ex calciatore inglese, di ruolo difensore.

## Caratteristiche tecniche
Era un terzino sinistro.

## Carriera
Viene aggregato alla prima squadra del Bolton nel corso della stagione 1977-1978, disputata nella seconda divisione inglese, nella quale non gioca però nessuna partita di campionato; nella stagione successiva, giocata in prima divisione a seguito della vittoria del campionato l'anno precedente, gioca 20 partite e segna una rete in prima divisione; l'anno seguente, chiuso dai Trotters con una retrocessione in seconda divisione, gioca invece 27 partite, a cui aggiunge poi 22 presenze in seconda divisione nel corso della stagione 1980-1981.
Nell'estate del 1981 viene ceduto all'Huddersfield Town, club di terza divisione, con cui al termine della stagione 1982-1983 conquista una promozione in seconda divisione, categoria nella quale gioca con i Terriers per i successivi quattro campionati; nel 1987, dopo complessive 189 presenze e 3 reti con il club, passa al Crystal Palace: qui nella stagione 1988-1989 conquista una promozione in prima divisione, categoria in cui nella stagione successiva gioca poi 11 partite, che aggiunge alle 70 partite di seconda divisione giocate con gli Addicks nel biennio precedente. Nell'estate del 1990 fa ritorno al Bolton, nel frattempo sceso in terza divisione: dopo tre stagioni in questa categoria conquista una promozione in seconda divisione, categoria nella quale milita nella stagione 1993-1994. Dal 1994 al 1996, anno in cui all'età di 36 anni si ritira, gioca invece complessive 23 partite in terza divisione nel Blackpool.
In carriera ha totalizzato complessivamente 468 presenze e 4 reti nei campionati della Football League.

## Palmarès

### Club

#### Competizioni nazionali
- Campionato inglese di seconda divisione: 1

Bolton: 1977-1978